# Лисановцы
Лисановцы (укр. Лисанівці) — село в Старосинявском районе Хмельницкой области Украины.
Население по переписи 2001 года составляло 534 человека. Почтовый индекс — 31440. Телефонный код — 3850. Занимает площадь 3,405 км². Код КОАТУУ — 6824483001.

## Местный совет
31424, Хмельницкая обл., Старосинявский р-н, с. Лисановцы